# 瓦尔特·奥森多费尔
瓦尔特·奥森多费尔（德語：Walter Aussendorfer，1939年4月18日—2019年10月27日），意大利男子雪橇运动员。他曾代表意大利参加1964年冬季奥林匹克运动会雪橇比赛，联同西格弗里德·迈尔获得双人铜牌。